# بالستون (اورگن)
بالستون (به انگلیسی: Ballston) یک منطقهٔ مسکونی در ایالات متحده آمریکا است که در شهرستان پولک، اورگن واقع شده‌است. بالستون ۵۶ متر بالاتر از سطح دریا واقع شده‌است.